# Catherine-Dominique de Pérignon
Catherine-Dominique de Pérignon, född 31 maj 1754 i Grenade i Haute-Garonne, död 25 december 1818 i Paris, var en fransk militär, utnämnd till greve 1811, markis 1817 och marskalk av Frankrike 1804.
Pérignon kom från en adelsfamilj i Grenade. Vid franska revolutionens utbrott anslöt han sig till den och valdes 1791 in till den nya nationalförsamlingen. När jakobinerna tog makten lämnade han nationalförsamlingen för armén och tjänstgjorde därefter i Spanien i östra pyrenéeiska armén, där han blev divisionsgeneral 1793 och i november 1794 tog över befälet efter Jacques François Dugommier när denne stupade i slaget vid Sierra Negra. 1795 återvände han till Paris och blev medlem av femhundrarådet. Följande år blev han ambassadör i Spanien och bistod i förhandlingarna av San Ildefonsofördraget, som allierade Frankrike och Spanien mot Storbritannien. 1799 tjänstgjorde han i armén i Italien där han sårades och tillfångatogs i slaget vid Novi, vilket även avslutade hans aktiva tjänstgöring. Han blev senator 1801 och 1808–1811 var han guvernör i Neapel och överbefälhavare för den neapolitanska armén. Efter Napoleons abdikation 1814 anslöt han sig till den bourbonska restaurationen och försökte under de hundra dagarna utan framgång väcka området kring Toulouse till uppror mot Napoleon.